# Panzer 68
El Panzer 68 fue un tanque de batalla principal suizo desarrollado por el Eidgenoessische Konstruktionswerkstaette en Thun a finales de la década de 1960, y fue el tanque principal hasta finales de la década de 1990.

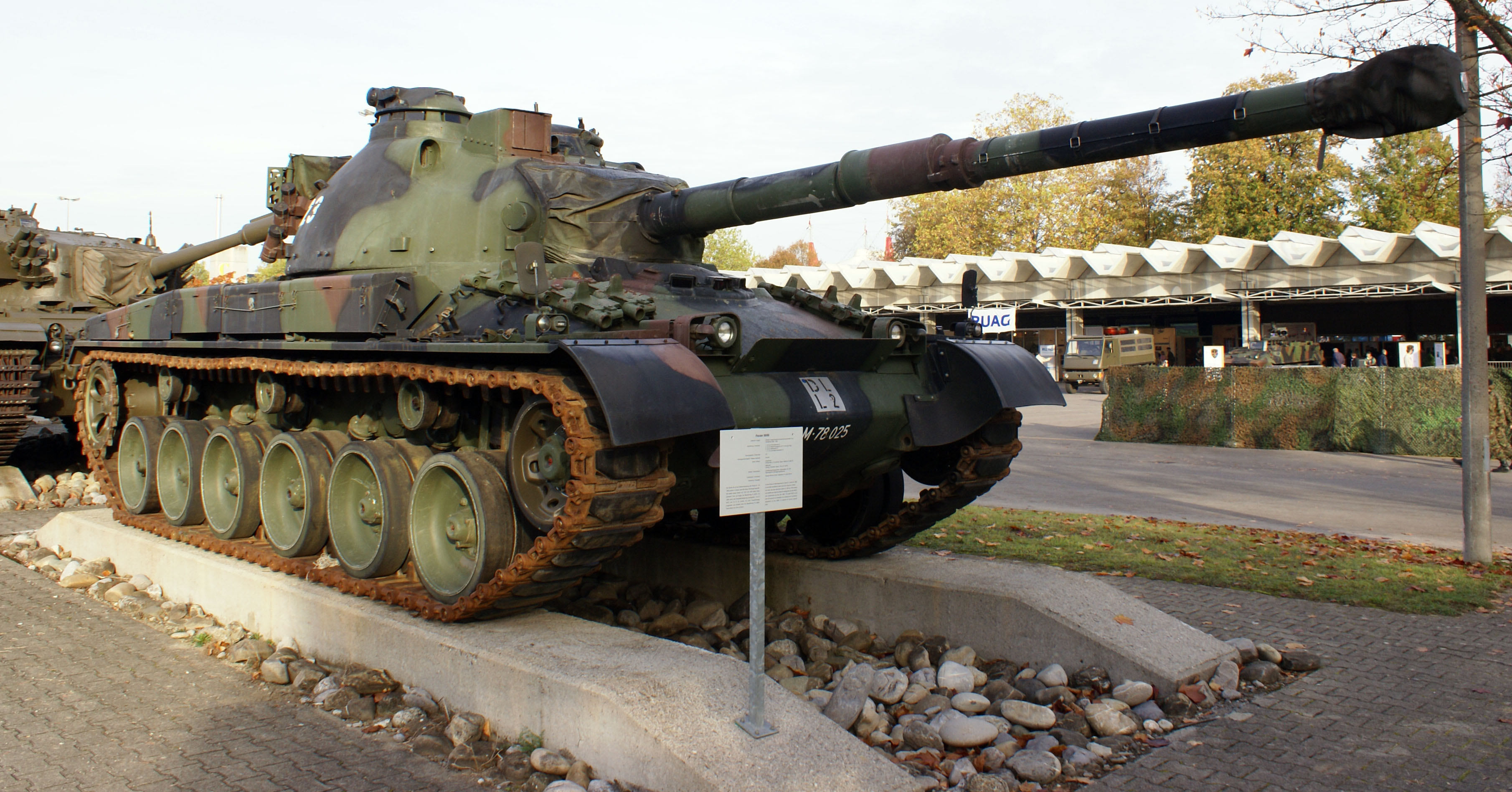

## Historial
El Panzer 68 se basó en el Panzer 61, cuyo desarrollo inicial se remonta a 1951. El desarrollo comenzó inmediatamente después de la exitosa introducción del Panzer 61. Las mejoras consistieron en pistas más anchas, cañón estabilizado y la introducción de una segunda ametralladora en lugar del cañón coaxial de 20 mm de los primeros modelos Panzer 61.
En 1968 (de ahí el nombre), el parlamento suizo decidió comprar 170 vehículos. Las entregas del Panzer 68 comenzaron en 1971. En 1977 se fabricó un segundo lote. Entre 1978 y 1983, le siguieron un tercer y cuarto lote. Los dos últimos lotes fueron llamados AA3 y AA4 o Panzer 68/75. El cambio más importante fue la introducción de una torreta más grande.
El ejército austriaco mostró cierto interés en el Panzer 68 a finales de la década de 1970, pero decidió no comprar el modelo cuando las deficiencias del sistema se hicieron públicas.
En 1992, el Panzer 68 se sometió a un programa de modernización que introdujo un nuevo sistema de control de incendios que estaba a la par con el sistema utilizado en el nuevo Panzer 87 (construido bajo licencia del Leopard 2). Esta nueva versión mejorada se llamó Panzer 68/88. A pesar de las mejoras en el Panzer 68/88, el modelo fue relegado a tareas secundarias después de la llegada del Panzer 87. Todos los modelos Panzer 68 fueron retirados en los primeros años del nuevo milenio. Las autoridades responsables intentaron vender unos 200 al ejército de Tailandia, pero el acuerdo nunca se hizo y, por lo tanto, los vehículos restantes fueron desmilitarizados y vendidos para chatarra en 2005.
Algunos Panzer 68 todavía se pueden ver en museos militares de todo el mundo.

## Problemas técnicos

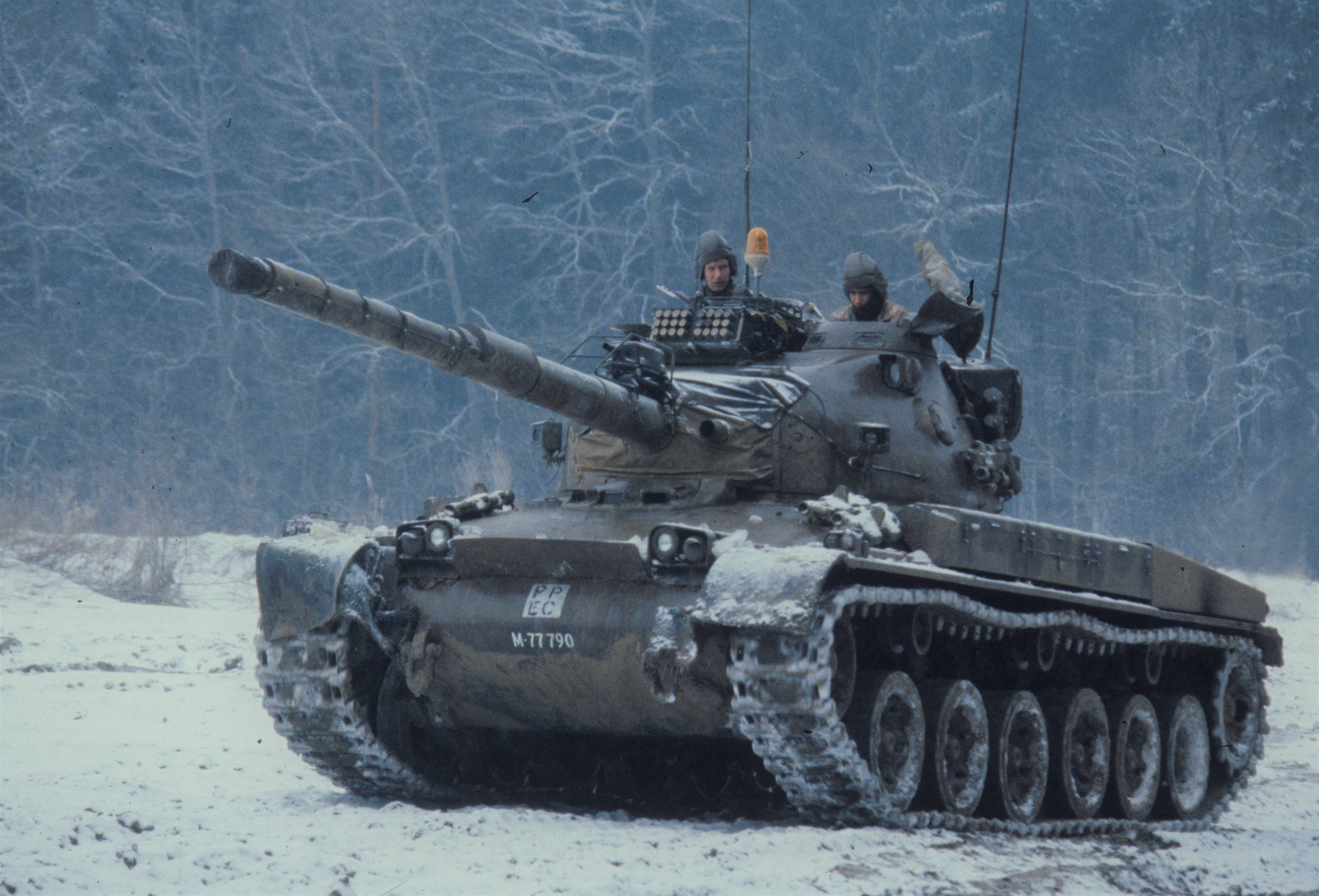
Panzer 68 del ejército suizo

Durante el verano de 1979, el Weltwoche,un semanario suizo de gran estimación, publicó un artículo sobre las deficiencias del Panzer 68 que llevó a un escándalo y, supuestamente, a la dimisión del ministro de Defensa, Rudolf Gnägi. En este artículo, el entonces jefe de las fuerzas blindadas del ejército suizo llegó a la conclusión de que el Panzer 68 "no era apto para el combate". Un grupo de expertos encargados de elaborar un informe sobre el asunto enumeraba docenas de problemas técnicos. Entre otros, se encontró que la protección nuclear, biológica y química (NBC) era insuficiente, obligando a las tripulaciones a usar máscaras protectoras dentro de sus tanques, reduciendo así en gran medida el rendimiento de las tripulaciones. Los expertos también encontraron que la caja de cambios no permitía el cambio a la marcha atrás mientras el vehículo se movía, obligando a la tripulación a detener el tanque antes de invertir. Para empeorar aún más las cosas, las radios utilizadas en el tanque tendían a interferir con el sistema de control de la torreta, lo que resultaba en movimientos de torreta incontrolados cada vez que las radios se usaban a plena potencia.
Un año antes del artículo de Weltwoche, se encontró otra falla muy peligrosa. Encender el sistema de calefacción podría llevar a que el cañón principal dispare el proyectil en el arma. Este problema fue causado por el hecho de que algunos sistemas compartían los mismos circuitos eléctricos. Este problema nunca condujo a accidentes. En un titular sarcástico, el tabloide suizo Blick comentó: "¡El Panzer 68 es mucho más peligroso de lo que parece!" 
La mayoría de los problemas se resolvieron con la actualización al modelo 68/88.

## Variantes
- Panzer 68 1a Serie (Pz68); 170 construidos 1971-1974, todos actualizados a Pz68 AA 2 en 1975-1977
- Panzer 68 2a Serie (Pz68 AA 2); 50 construidos 1974-1977; uno equipado con una nueva torreta y actualizado como el Pz68/88
- Panzer 68 3a Serie (Pz68/75); también llamado Pz68GT (Grosser Turm ("Big Turret")); 110 construidos 1978-1979, todos actualizados a Pz68/88 en 1993
- Panzer 68 4a Serie (Pz68/75); 60 construidos 1983-1984, todos actualizados a Pz68/88 en 1993
- Panzer 68/88; Pz68 AA 2 mejorado con un moderno sistema de guía láser (que fue tomado prestado del Pz 87 Leopard), una entrada de comandante mejorada y un patrón de camuflaje actualizado.
- Panzer 68-2000 (Pz68-2000); proyecto, equipado con cañón Smoothbore de 120 mm, miras térmicas modernas y electrónica, motor más potente, nueva torreta angular con protección NBCaltamente mejorada, protección adicional. Rechazado a favor del Panzer 87 Leo debido a los altos costos de desarrollo.

## Vehículos derivados
Entpannungspanzer 65
Tanque de recuperación 65 - variante de recuperación del vehículo.
Panzerartilleriekanone 68
Br-ckenpanzer 68
Bridge Tank 68 - variante de colocación de puentes, con un palmo de una sola pieza en lugar de un puente de tijeras más común, capaz de abarcar 18,2 metros (59 pies 9 pulgadas) de separación; 30 producidos entre 1974 y 1977 y utilizados hasta 2011
Fliegerabwehrpanzer 68
Tanque antiaéreo 68 - variante equipada con torreta Flakpanzer Gepard, montando dos cañones antiaéreos Oerlikon 35 mm,en el casco Panzer 68 ensanchado por 180 milímetros (7 pulgadas); dos tanques modificados y probados en 1979-1980, no puestos en producción
Zielfahrzeug 68
Target Vehicle 68 - objetivo móvil para el entrenamiento de tropas en el uso del misil antitanque M47 Dragon American; las modificaciones incluyeron la eliminación de la torreta y su reemplazo con una torreta y un cañón ficticios, placas de falda de acero extra fácilmente reemplazables que protegen las orugas, y el engranaje de carrera cambiado a las orugas y ruedas del Panzer 6
- Datos: Q689742
- Multimedia: Panzer 68 tanks / Q689742